# Torku Konyaspor BK
Torku Konyaspor Basketbol Kulübü vroeger bekend onder de naam Mutlu Akü Selçuk Üniversitesi SK is een professionele basketbalvereniging uit Konya, Turkije. De club is in 1987 opgericht door de universiteit Selçuk Üniversitesi. Mutlu Akü, een bedrijf gespecialiseerd in het maken van loodaccu's, was de hoofdsponsor van de basketbalploeg, waardoor de club ook wel Mutlu Akü Selçuk Üniversitesi SK werd genoemd. De club kwam tot 2014 uit op het hoogste Turkse herenbasketbalniveau, de Türkiye Basketbol Ligi, maar na aantal slechte resultaten belandde de club in de amateurreeksen.
Thuisbasis van Mutlu Akü Selçuk Üniversitesi SK is de Selçuk Üniversitesi 19 Mayıs Salonu. De zaal bevindt zich op de campus van de universiteit en telt een totale capaciteit van 3.800 zitplaatsen.